# میراقی
میراقی (به ازبکی: Miroqi) یک منطقهٔ مسکونی در ازبکستان است که در شهرستان شهر سبز واقع شده‌است. میراقی ۶٬۴۲۱ نفر جمعیت دارد.